# Chevrolet C/K
Chevrolet C/K este o serie de camioane produse de General Motors din 1961 până în 2003, ca succesor al camioanelor Chevrolet Task Force. Aproximativ 2 milioane de camioane au fost vândute. Camionul a fost produs în peste 4 generații și a fost considerat cel mai bun camion Chevrolet din vremea sa. A fost înlocuit de Chevrolet Silverado. După 1989, camioanele de uz mediu au ieșit din seria C/K, înlocuită de Chevrolet Kodiak / GMC TopKick. Pentru 1999, Chevrolet Silverado (comercializat de GMC sub denumirea de Sierra) a înlocuit linia de modele, producția de camioane C/K care se încheie după anul modelului 2000. Trăgându-și plăcuța de identificare din partea superioară C/K, modelul Silverado a consolidat camionetele Chevrolet sub o plăcuță de identificare singulară (după GMC). Ultimele vehicule C/K au fost cabine de șasiu grele vândute până în anul 2003.

## Istoric

### Prima generație (1960-1967)

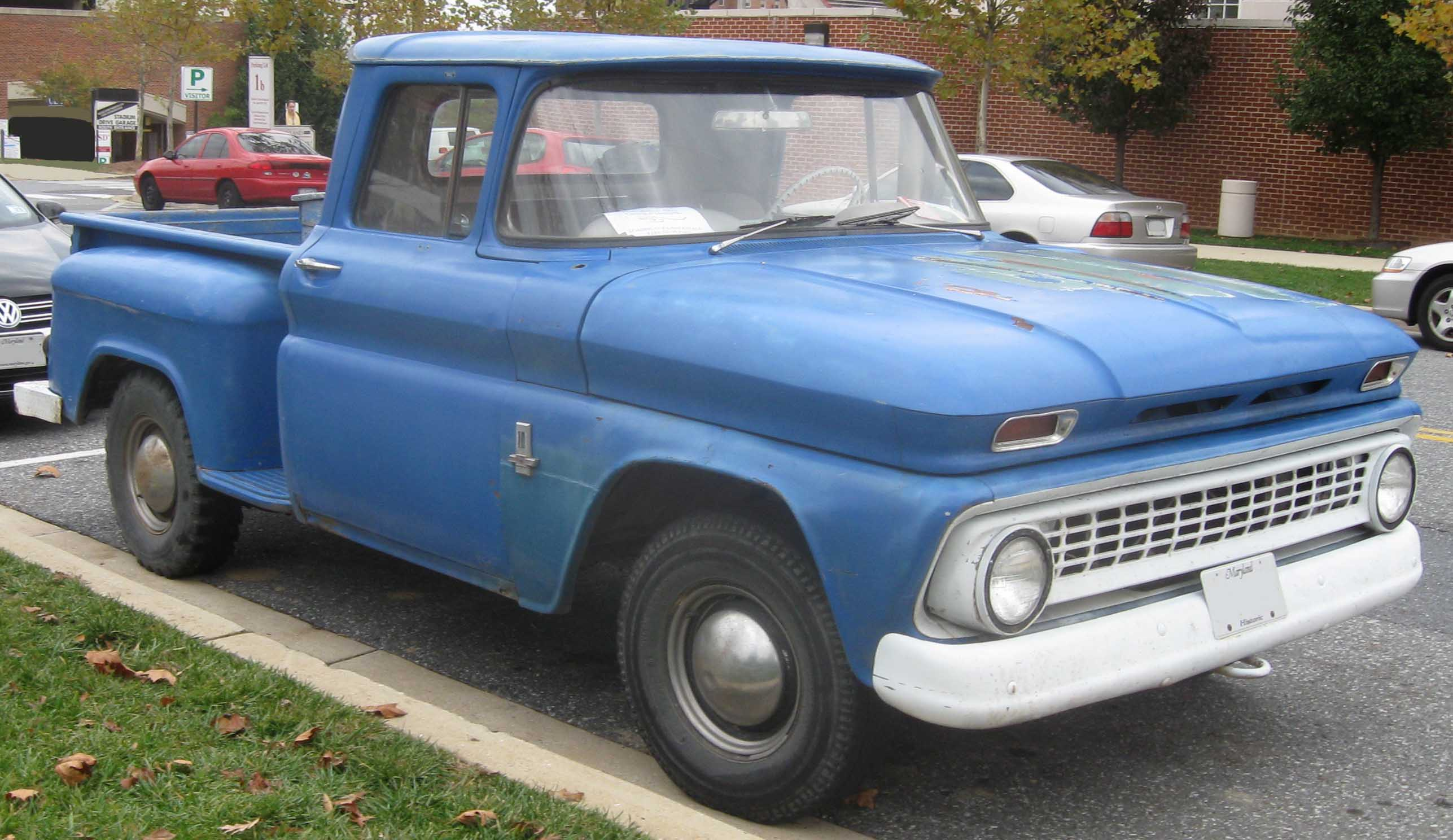
1965 Chevrolet C/K

Lansat în toamna anului 1959, anul modelului 1960 a introdus un nou stil de caroserie pentru camionete ușoare care a prezentat multe premii. Cele mai importante dintre acestea au fost un cadru al scării în centru, care permite cabinei să stea mai jos, și suspensie față independentă, oferind o plimbare aproape asemănătoare unei mașini într-un camion. De asemenea, pentru 1960 a fost un nou sistem de desemnare pentru camioane fabricat de GM. Au dispărut denumirile 3100, 3200 și 3600 pentru modelele scurte 1/2, lungi 1/2 și 3/4 tone. În schimb, o nouă schemă a atribuit 10, 20 sau 30 pentru modelele de 1/2, 3/4 și 1 tonă. Din 1957, camioanele erau disponibile din fabrică cu tracțiune integrală, iar noua schemă de clasă va face acest lucru cunoscut. Un C (convențional) din fața numărului de serie desemnează tracțiunea spate cu două roți, în timp ce un K desemnează tracțiunea integrală.
Badging-ul real pe camioanele Chevrolet transporta sistemul denumirii seriei de la generația anterioară pentru 1960 și 1961: seriile 10, 20, 30 și 40 (C și K) au fost inscripționate ca „Apache”, camioanele din seria 50 și 60 au fost inscripționate ca „ Vikingii ”, iar cele mai mari modele din seria 70 și 80 au fost marcate ca„ spartani ”. Pentru 1960, camioanele C / K erau disponibile în versiuni „Fleetside” netede sau „Stepside” cu protecție. GMC le-a numit „Wide-Side” și „Fenderside”. Modelele de jumătate de tonă erau camioanele cu pat lung C10 și K10 și cu pat scurt, iar C20 și K20 de 3/4 tone, precum și C30 de o tonă erau de asemenea disponibile. GMC nu a folosit nomenclatura „C”, deși versiunile lor 4x4 foloseau nomenclatura „K”. Numerele modelului GMC pentru 1/2, 3/4, 1 și 1,5 tone au fost de 1000, 1500, 2500 și 3000. Chevrolet C40 și GMC 3000 de 1,5 tone, care foloseau cabina ușoară (dar numai ca modele de șasiu-cabină și miză), au fost întrerupte pentru anul modelului 1963.

### A doua generație (1967-1972)

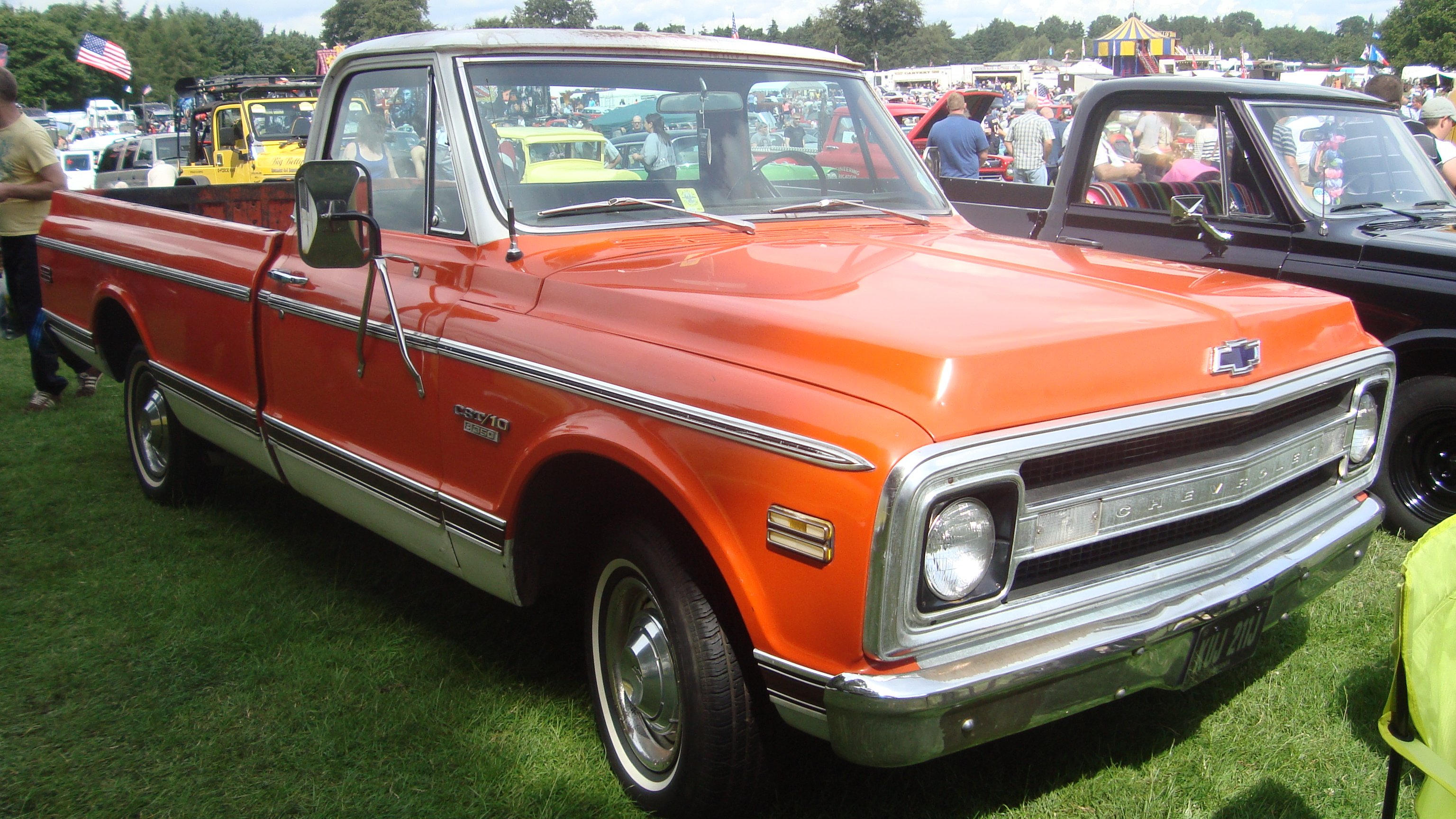
1970 Chevrolet C/K

A doua generație C/K a fost introdusă pentru anul modelului 1967. Desemnat generația „Action Line” de către General Motors, C/K a transportat în mare măsură cadrul scării în centru și puntea spate cu spirală, dar caroseria a fost reproiectată de la capăt pentru a-și îmbunătăți capacitatea de multifuncțional vehicul. Alături de un vehicul utilitar destinat utilizării la serviciu sau la fermă, C/K a fost, de asemenea, oferit cu funcții opționale transportate de la sedanele Chevrolet, inclusiv transmisii automate, radio AM / FM, covor și vopsea în două tonuri.
În timp ce linia de acțiune nu ar fi supusă unei revizuiri definitive a modelului prin producția sa, seria a suferit modificări treptate pe o bază bianuală. Linia de transmisie a suferit mai multe revizuiri, întrucât un V8 cu bloc mare a fost oferit pentru prima dată în 1968. După 1969, GM a trecut în totalitate la motoarele produse de Chevrolet pentru camionete C/K.

### A treia generatie (1972-1991)

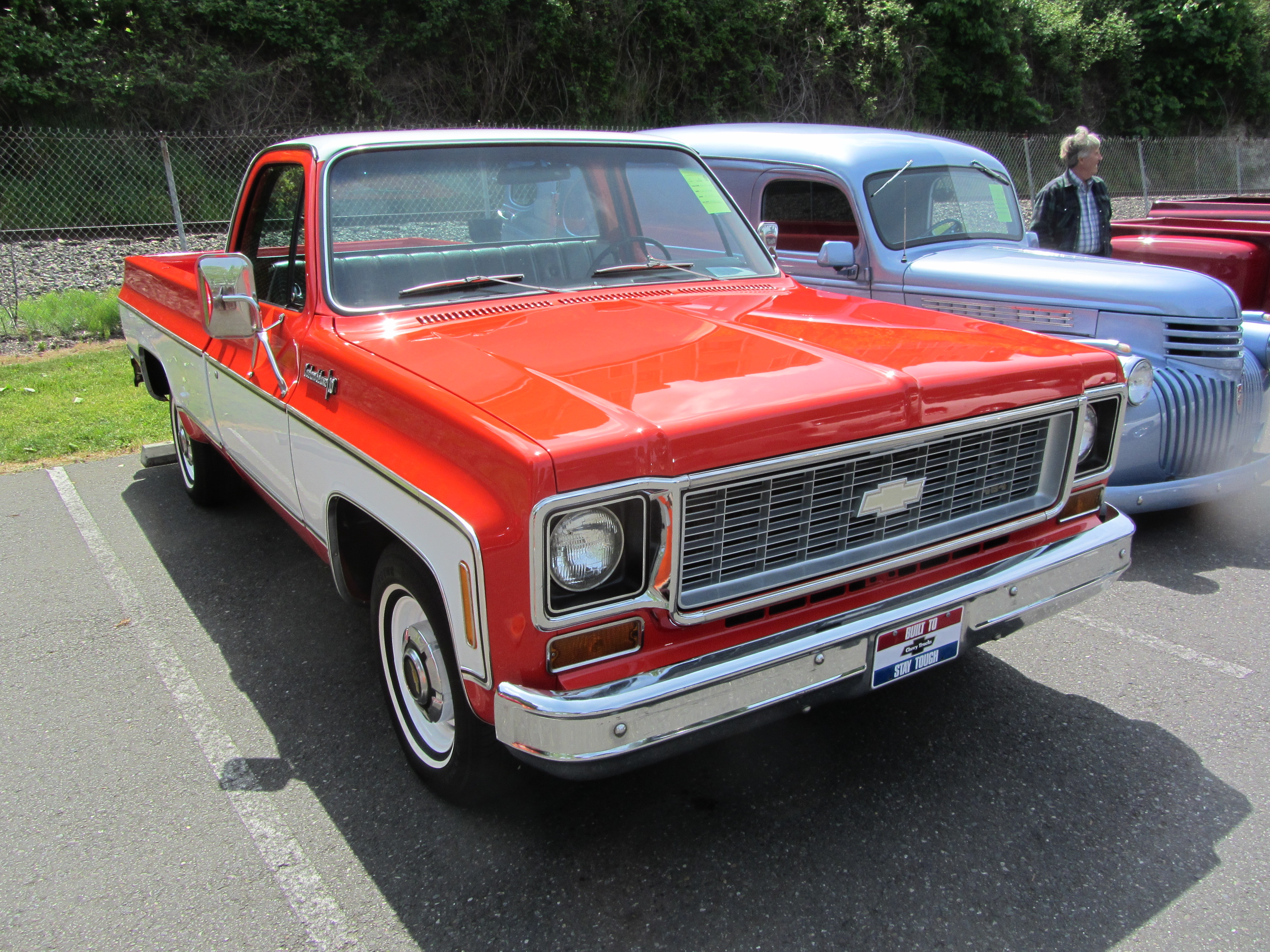
1989 Chevrolet C/K

A treia generație C / K a fost introdusă pentru anul modelului 1972. Desemnată generația „Linia rotunjită” de General Motors, C / K a crescut în dimensiuni atât în interior, cât și în exterior. Pe măsură ce pick-up-urile au crescut ca vehicule personale, caracteristicile și opțiunile cabinei s-au apropiat în conformitate cu sedanele GM (geamurile electrice și încuietorile ușilor electrice devenind opțiuni). Pentru a-și extinde caracterul practic, a fost introdusă o caroserie a cabinei echipajului cu patru uși (oferind scaune pentru 6 pasageri).
În timp ce aspectul era relativ liniar și în formă de cutie (ducând la public porecla lor de „corp pătrat”), camioanele Rounded Line au fost prima generație de C/K care a fost proiectată cu utilizarea computerelor și tunelurilor eoliene, optimizând astfel formă exterioară pentru rezistență redusă și economie de combustibil îmbunătățită. Șasiul era un design cu totul nou (toate camioanele primeau o suspensie spate cu arc arc); Camioanele din seria K s-au mutat pe tracțiunea integrală (schimbarea 4x4 a fost introdusă în 1981).

### A patra generație (1989-2003)

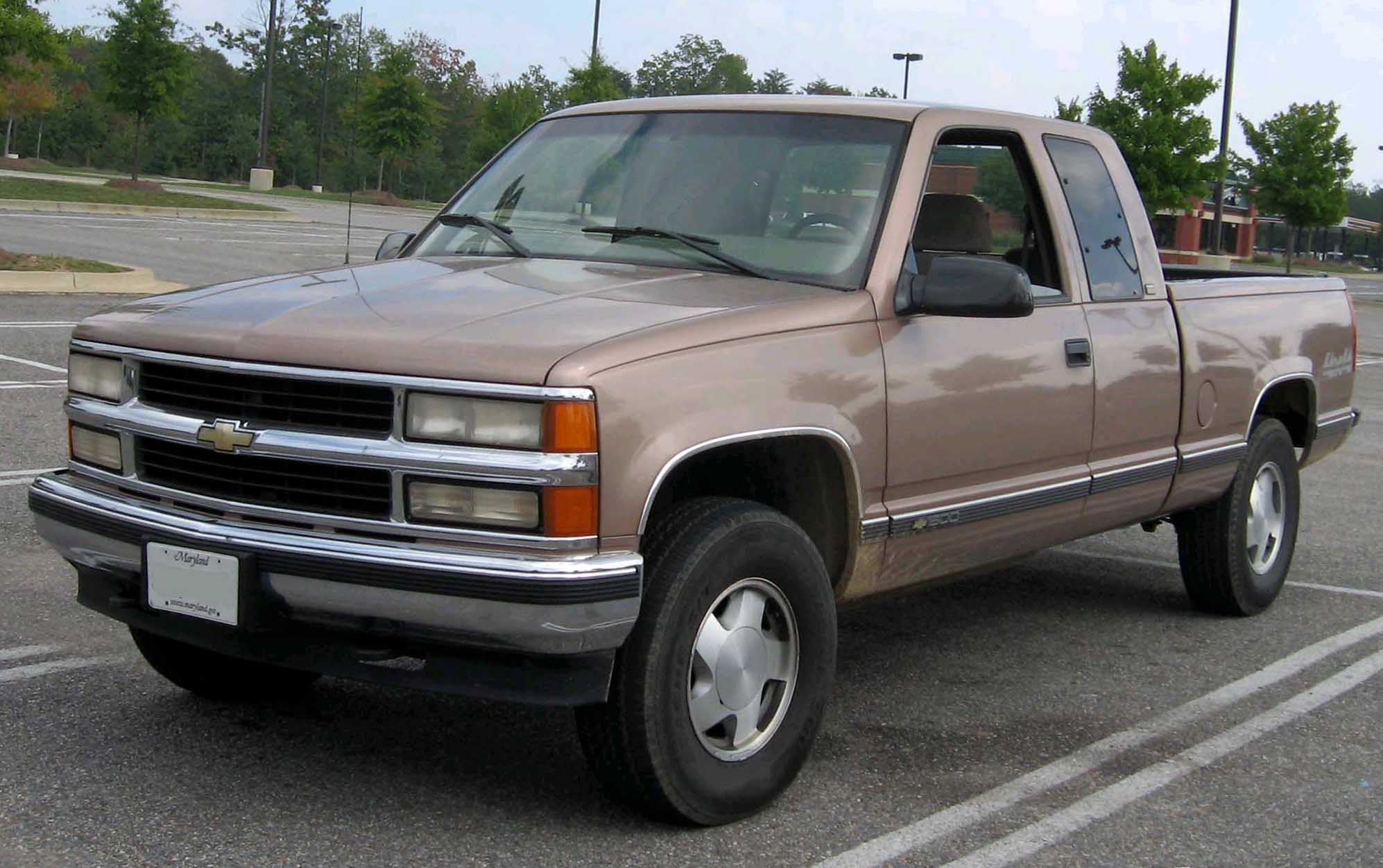
1995 Chevrolet C/K

C/K de a patra generație a fost introdusă în aprilie 1987 pentru anul modelului 1988. Prima linie care nu a fost alocată unui apelativ generațional de către General Motors, este cunoscută prin numele său de cod intern GMT400. Puțin mai mici în dimensiunile cabinei decât generația Rounded Line, a patra generație C/K a mărit spațiul interior față de predecesorul său. După ce au urmărit Ford și Dodge de peste un deceniu, GM a introdus C/K într-o configurație cu cabină extinsă. Timp de aproape cinci ani, cea de-a patra generație C/K a fost vândută alături de predecesorul său din seria R/V, deoarece pick-up-ul cabinei echipajului (care a servit ca bază pentru SUV-ul Suburban) nu a fost lansat decât în anul modelului 1992.
Într-o schimbare de marcă, nomenclatura C/K a devenit exclusivă pentru Chevrolet, întrucât toate pickup-urile GMC au devenit Sierras (GMC a păstrat nomenclatura C/K pentru codurile sale interne de model). Chevrolet a introdus mai multe variante specializate ale seriei C/K, inclusiv W / T 1500 orientat spre lucru, Z71 off-road și 454SS de înaltă performanță. Între camioanele de o tonă și camioanele cu sarcini medii, Chevrolet și GMC au oferit cabina șasiului C3500HD pentru uz comercial.